# De tre Okvinrevyerna
I samband med de tre revyerna Skruven är lös, Träsmak och Cyklar - som är Galenskaparna och After Shaves tre första revyer, så förekommer ett huvud som är tecknat av Rolf Allan Håkansson.  Mannen som huvudet tillhör kallas Okvin.
- Bilden till Skruven är lös är ett huvud av en man med en stor skruv som är på väg upp ur huvudet.
- Bilden till Träsmak är samma huvud, fast här har mannen en planka ut från munnen med en man som är redo att dyka ned i vattnet.
- Bilden till Cyklar är samma huvud, nu på en "jordglobsställning" med en man cyklande på huvudet som glatt vinkar.

Dessa tre Okvinhuvuden är revyernas ansikten.
Huvudet förekommer på bl.a. programblad, filmer och affischer etc.
Kuriosa: I serien En himla många program så visas en film som heter: När helvetet kom till byn som är regisserad av en man vid namn Okvin.